# Achada Grande
Achada Grande es una localidad caboverdiana del municipio de Mosteiros.

## Geografía
La localidad está situada en la isla de Fogo.

## Organización territorial
La localidad abarca el lugar de:
- Achada Grande